# SM U 1 (sommergibile)
L'SM U 1 fu il primo sommergibile militare tedesco ad essere messo in servizio dalla Kaiserliche Marine. Consegnato il 14 dicembre 1906, prestò servizio attivo come unità di prima linea per poco meno di un decennio prima di essere adibito al compito di nave scuola per istruire gli equipaggi.

## Costruzione e servizio
Dopo aver condotto per alcuni anni con successo una serie di prove con il sommergibile sperimentale Forelle, il Reichsmarineamt incaricò l'ingegnere Gustav Berling il 4 aprile 1904 della progettazione di un sommergibile militare. Berling si rivolse allora ai cantieri navali Krupp presso il porto di Kiel, che in precedenza avevano costruito per la marina imperiale russa tre unità della Classe Krab. Inoltre i cantieri navali Krupp risultavano all'epoca essere in possesso o quanto meno a conoscenza di alcuni dei brevetti dell'ingegnere spagnolo Raimundo Lorenzo de Equevilley Montjustín, che aveva progettato in passato alcune delle unità più sofisticate di quell'epoca. Su richiesta delle marina militare tedesca, però, dovettero essere effettuate alcune modifiche al progetto originale e il dislocamento dell'unità non doveva essere inferiore alle 347 tonnellate, fatto che comportò alcuni ritardi nell'avvio dei lavori. Le attività di progettazione furono presiedute dal direttore del Reichsmarineamt Alfred von Tirpitz, che impose agli ideatori di realizzare l'impianto motore in maniera tale che la velocità massima in immersione non fosse inferiore ai 10 nodi. Sempre su richiesta dello stesso Reichsmarineamt l'unità fu dotata di un motore diesel e non di un motore a benzina, con il quale si erano fatte pessime esperienze in passato.
L'unità prestò servizio nella Kaiserlichen Marine fino al 1919, anno in cui dovette essere radiata dal servizio per essere demolita secondo le disposizioni degli alleati. Ciò nonostante, grazie all'influsso di personaggi politici di rilievo, l'unità poté essere conservata e si trova attualmente esposta al Deutsches Museum di Monaco di Baviera.